# Les Monts d’Aunay
Les Monts d’Aunay ist eine französische Gemeinde mit 4.664 Einwohnern (Stand 1. Januar 2022) im Département Calvados in der Region Normandie. Sie gehört zum Arrondissement Vire und zu den Kantonen Les Monts d’Aunay und Condé-en-Normandie.
Die Gemeinde entstand als Commune nouvelle im Zuge einer Gebietsreform zum 1. Januar 2017 durch die Fusion von sieben ehemaligen Gemeinden, die nun Ortsteile von Les Monts-d’Aunay darstellen. Aunay-sur-Odon fungiert dabei als „übergeordneter Ortsteil“ als Verwaltungssitz.

## Gliederung
| Ortsteil                           | ehemaliger INSEE-Code | Fläche (km²) | Einwohnerzahl (2016) |
| ---------------------------------- | --------------------- | ------------ | -------------------- |
| Aunay-sur-Odon (Verwaltungssitz)00 | 1402700               | 12,74        | 3.257                |
| Bauquay                            | 14056                 | 01,79        | .0299                |
| Campandré-Valcongrain              | 14128                 | 06,57        | .0091                |
| Danvou-la-Ferrière                 | 14219                 | 11,51        | .0162                |
| Ondefontaine                       | 14477                 | 15,26        | .0329                |
| Le Plessis-Grimoult                | 14508                 | 16,15        | .0336                |
| Roucamps                           | 14544                 | 05,41        | .0230                |

## Sehenswürdigkeiten
| - Aunay-sur-Odon: - Kirche Saint-Samson, Rekonstruktion - Kloster Aulnay, ehemalige Zisterziensermönchs-Abtei - Reste einer Motte - Bauquay: - Kirche Saint-Mathieu - Wegkapelle - Campandré-Valcongrain: - Kirche Saint-Pierre - Danvou-la-Ferrière: - Kirche Saint-Sauveur - Kirche Saint-Vigor - mehrere Schlösser | - Ondefontaine: - Kirche Saint-Germain - Le Plessis-Grimoult: - ehemalige Abtei, Monument historique - Kirche Saint-Étienne - Roucamps: - Kirche Saint-Laurent - Wegkapelle Saint-Célerin |

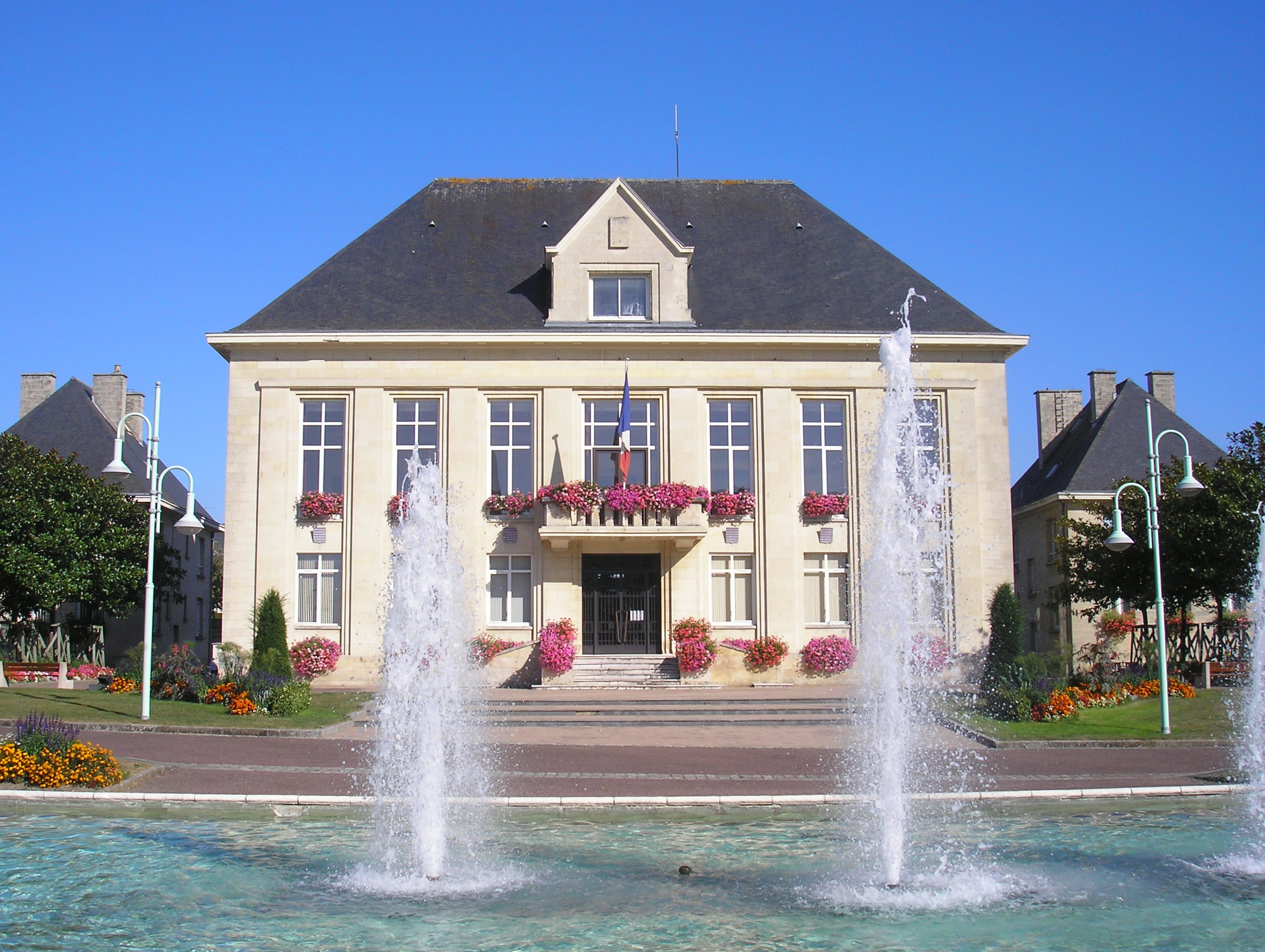
Mairie von Aunay-sur-Odon
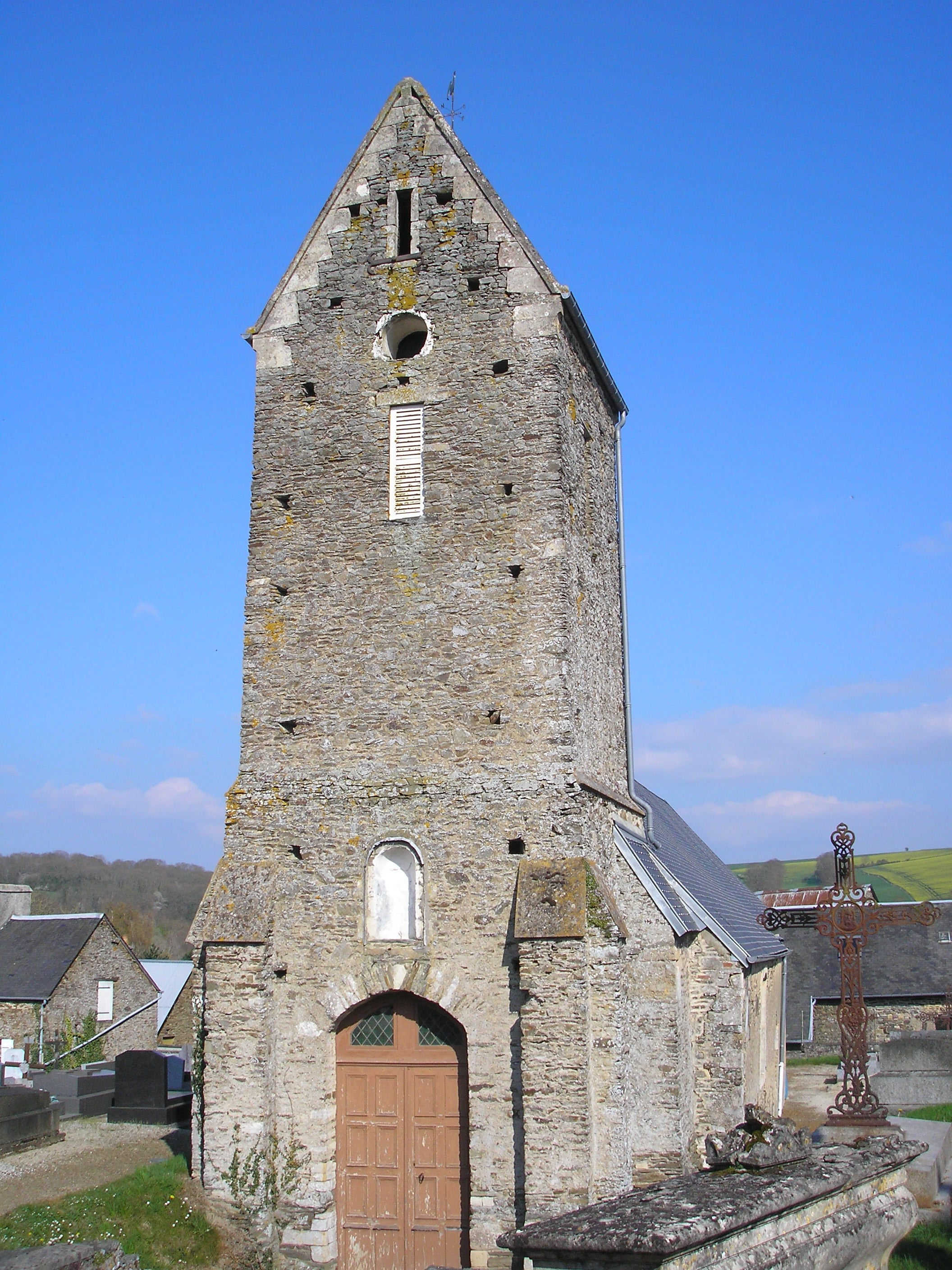
Kirche Saint-Mathieu in Bauquay
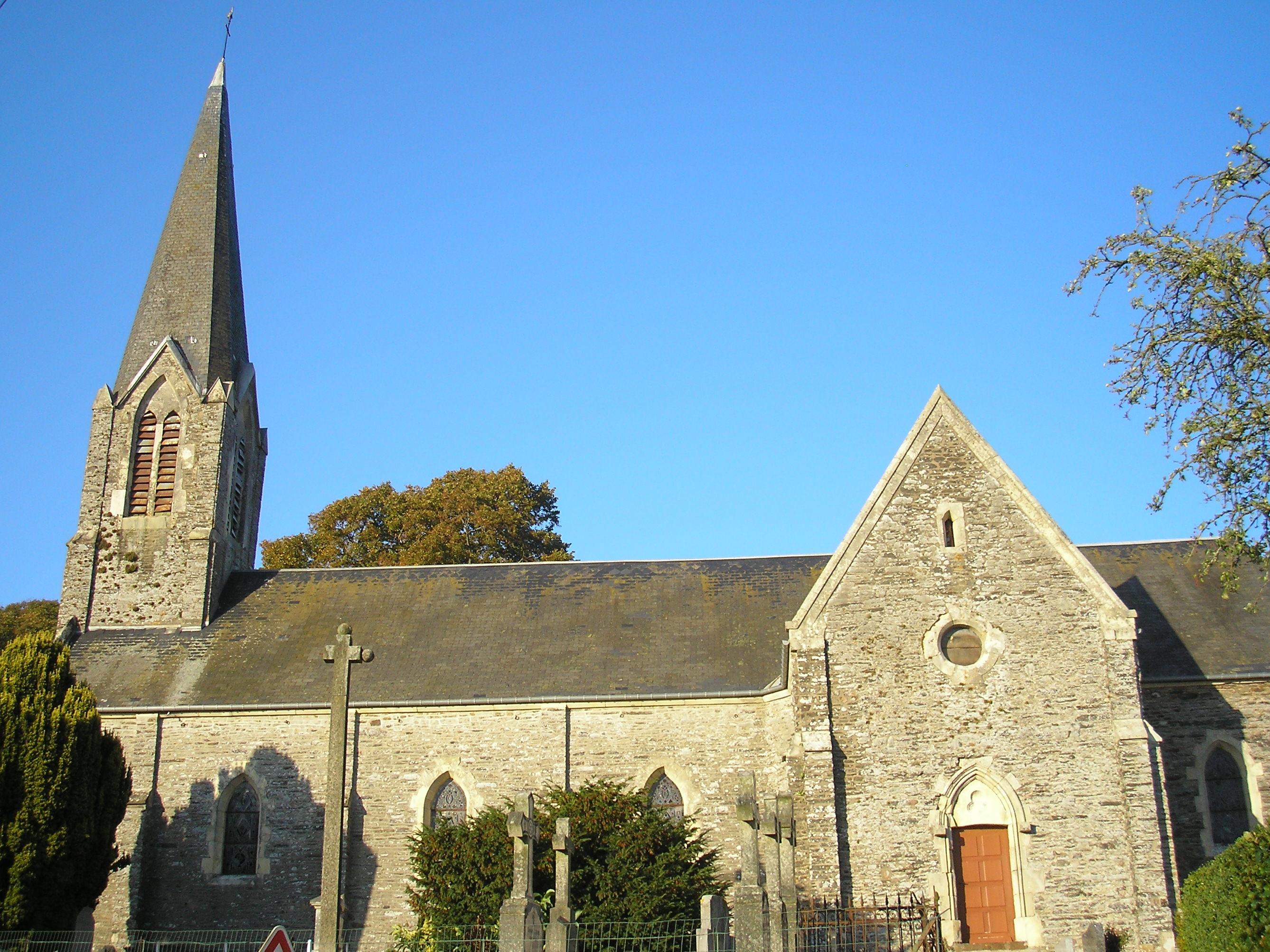
Kirche Saint-Pierre in Campandré-Valcongrain
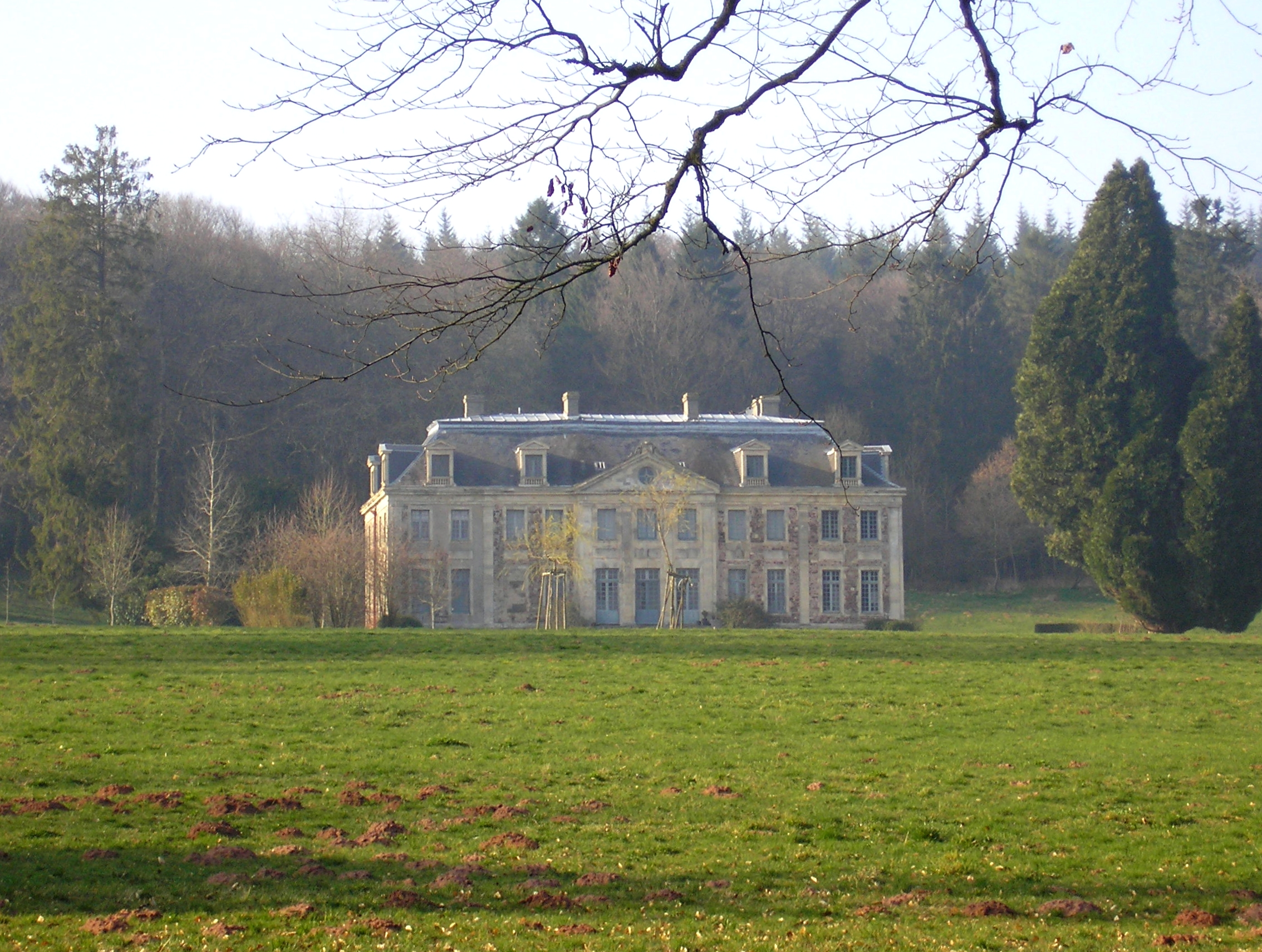
Blick auf ein Schloss in Danvou-la-Ferrière
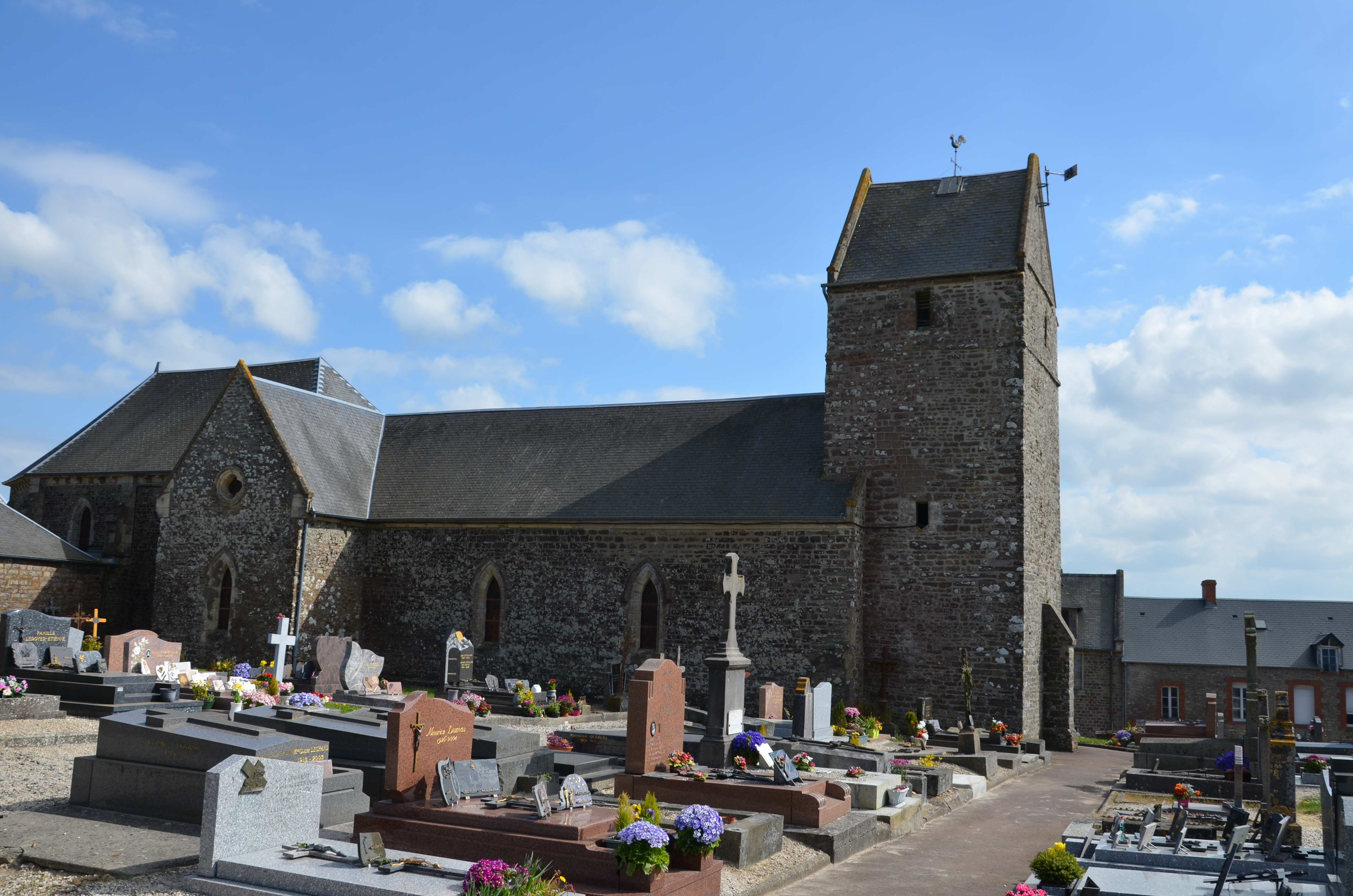
Kirche Saint-Germain in Ondefontaine
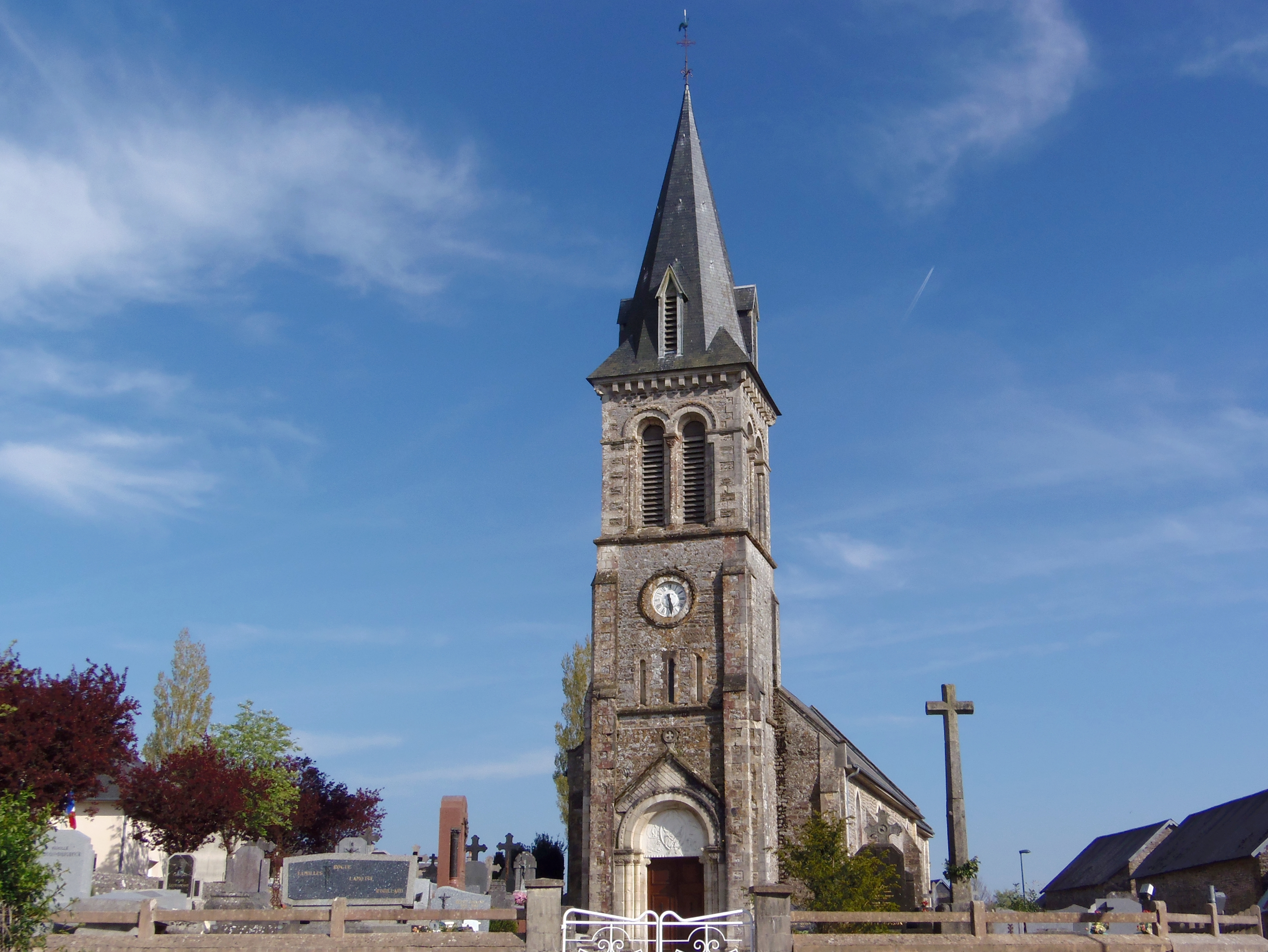
Kirche Saint-Étienne in Le Plessis-Grimoult
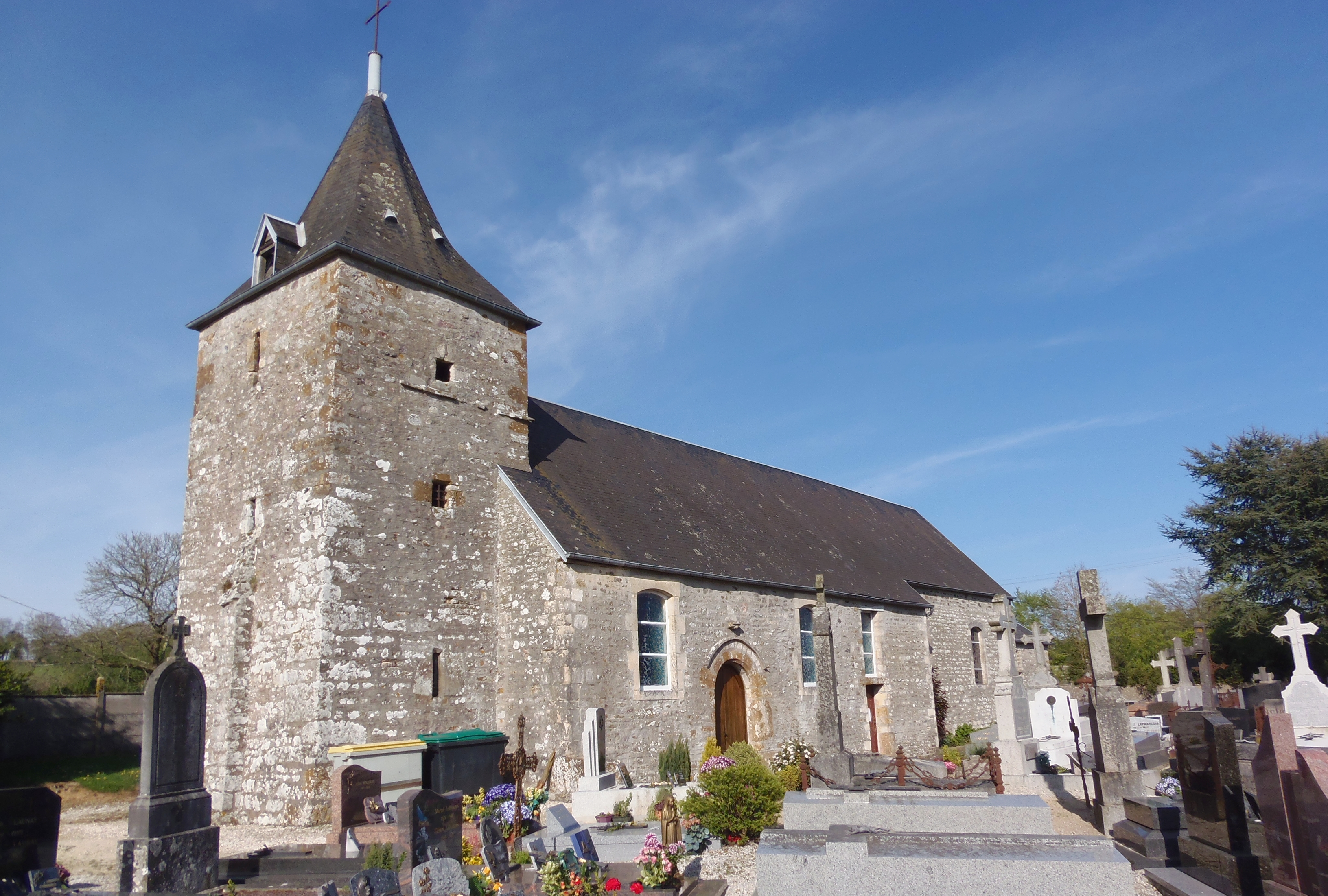
Kirche Saint-Laurent in Roucamps
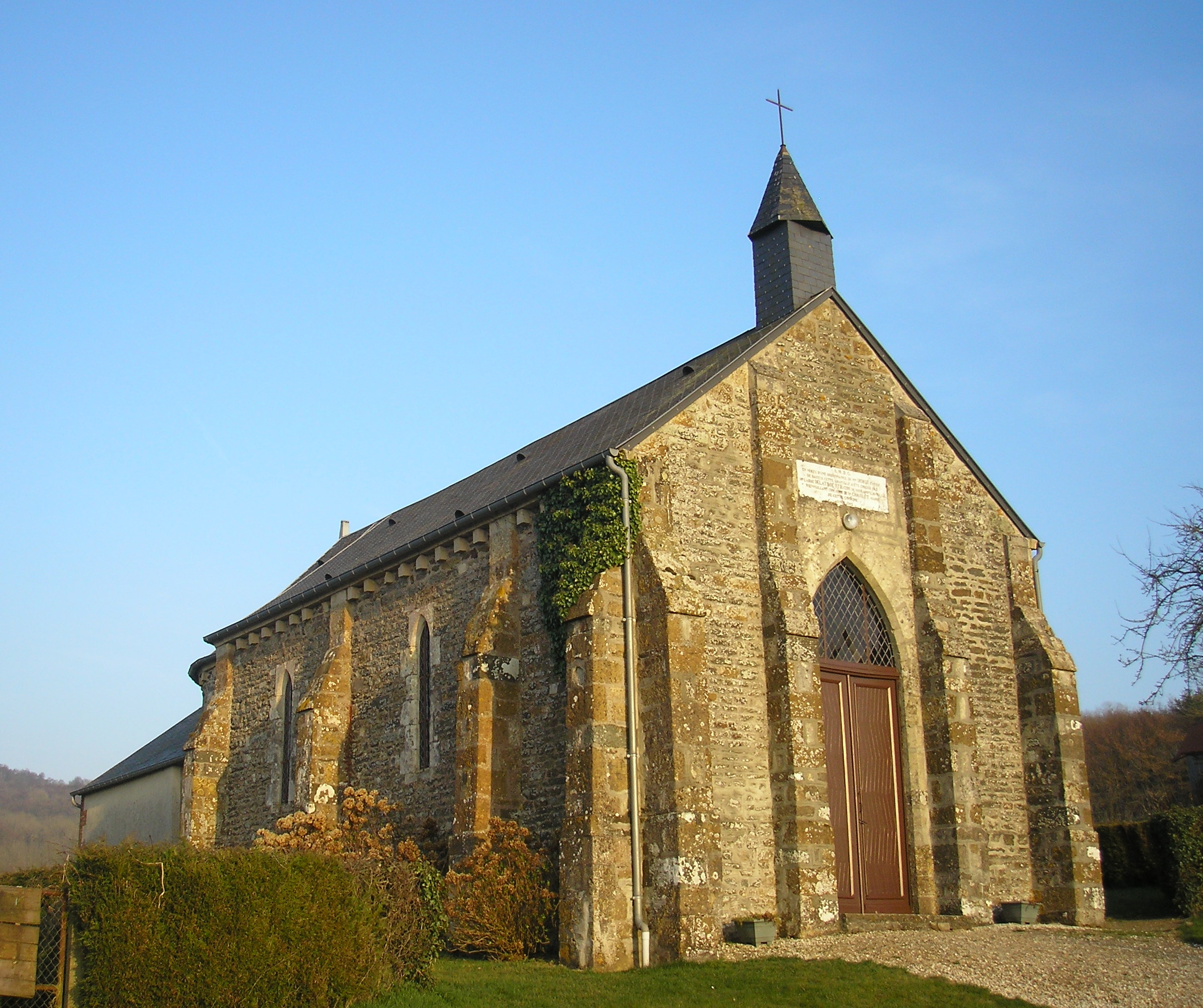
Wegkapelle Saint-Célerin in Roucamps